# Evlinge och Ramsdalen
Evlinge och Ramsdalen är en av SCB avgränsad och namnsatt småort på Ingarö i Värmdö kommun. Småorten omfattar bebyggelse i områdena Evlinge och Ramsdalen belägnan ungefär två kilometer norr om Långvik.